# TýTý 1997
Vyhlášení výsledků VII. ročníku ankety TýTý se konalo 7. února 1998 v Hudebním divadle Karlín. Večerem provázel Marek Eben.

## Výsledky
| Kategorie                        | 1. místo           | 2. místo           | 3. místo          |
| -------------------------------- | ------------------ | ------------------ | ----------------- |
| Herečka                          | Jiřina Bohdalová   | Jiřina Jirásková   | Libuše Šafránková |
| Herec                            | Miroslav Donutil   | Viktor Preiss      | Tomáš Töpfer      |
| Zpěvačka                         | Lucie Bílá         | Helena Vondráčková | Iveta Bartošová   |
| Zpěvák                           | Karel Gott         | Daniel Hůlka       | Janek Ledecký     |
| Bavič                            | Martin Dejdar      | Miroslav Donutil   | Marek Eben        |
| Moderátor zpravodajských pořadů  | Martin Severa      | Jolana Voldánová   | Eva Jurinová      |
| Moderátor publicistických pořadů | Radek John         | Přemek Podlaha     | Josef Klíma       |
| Sportovní komentátor             | Pavel Poulíček     | Petr Vichnar       | Robert Záruba     |
| Hlasatel / Hlasatelka            | Saskia Burešová    | Marie Retková      | Anna Wetlinská    |
| Pořad roku (z domácí tvorby)     | Tak neváhej a toč! | Život na zámku     | Kufr              |
| Absolutní vítěz                  | Lucie Bílá         | Radek John         | Pavel Poulíček    |